# Sung Y. Kim
Sung Yong Kim (* 1960 in Seoul) ist ein koreanisch-amerikanischer Diplomat, von 2011 bis 2014 Botschafter in Südkorea, von 2016 bis 2020 Botschafter auf den Philippinen und seit 2020 Botschafter in Indonesien.

## Leben
Kim wuchs in Los Angeles auf. Einen Bachelor erhielt er an der University of Pennsylvania, einen Juris Doctor an der Loyola Marymount University und einen Master of Laws an der London School of Economics. Ehrendoktorwürden erhielt er von der Catholic University of Korea und der Holy Name University of the Philippines. Nach seinem Studium arbeitete er als Staatsanwalt. Seine Karriere im US-amerikanischen Außendienst begann als Experte für Ostasien, bis er 2006 Leiter des Office of Korean Affairs wurde. Juli 2008 ernannte man ihn zum Gesandten der Vereinigten Staaten zu den Sechs-Parteien-Gesprächen. 2011 ernannte ihn Präsident Barack Obama zum Botschafter in Südkorea, worauf er 2014 Special Representative für North Korea Policy und Deputy Assistant Secretary im Bureau of East Asia and Pacific Affairs wurde. Der Präsident ernannte ihn 2016 zum Botschafter auf den Philippinen. Seit 2020 ist er Botschafter in Indonesien, sowie seit 2021 gleichzeitig Special Representative für Nordkorea. 2021 war er kurzzeitig geschäftsführender Assistant Secretary of State for East Asian and Pacific Affairs.
Kim ist verheiratet und hat zwei Töchter.